# HMS Spartan (1891)
Lo HMS Spartan fu un incrociatore protetto britannico di classe Apollo utilizzato dalla Royal Navy dal 1892 al 1921, e come nave scuola siluristi, con il nome di Defiance II dal 1921 al 1931.

## Storia

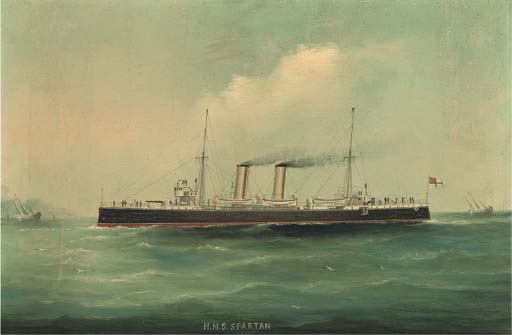
L'incrociatore protetto Spartan in acque cinesi nel 1897.

Il Naval Defence Act 1889 portò la Royal Navy ad emettere ordini per la costruzione di ordini per 21 incrociatori protetti di seconda classe costituenti la classe Apollo.
Lo Spartan aveva una lunghezza fuori tutto di 95,7 m, una larghezza di 13,31 m e un pescaggio di 5,64 m. Il dislocamento della nave era di 3.600 tonnellate lunghe (3.700 t). Era una delle 10 navi della classe rivestita in legno e rame per ridurre le incrostazioni di cirripedi in carena, cosa che decretava l'aumento del dislocamento di 200 tonnellate.Un ponte corazzato compreso tra 32 e 51 mm proteggevano i caricatori e l'apparato motore della nave, mentre la torre di comando aveva 76 mm di protezione, mentre gli scudi dei cannoni da 152 mm avevano 110 mm di protezione. L'armamento era composto da 2 cannoni QF 6 in/40 da 152 mm in installazioni singole erano montati a prua e a poppa sulla linea centrale della nave, 6 cannoni QF 4.7 in Mk. I-IV da 120 mm in installazioni singole, tre per ciascuna fiancata. Per la protezione contro gli attacchi delle torpediniere vi erano 8 cannoni QF 6-pounder Hotchkiss da 57 mm in installazioni singole, e 1 cannone QF 3-pounder Hotchkiss da 47 mm in installazioni singole. L'armamento silurante era composto da 4 tubi lanciasiluri da 356 mm. La potenza motrice era pari a 7.000 ihp (5.200 kW), per una velocità di 18,5 nodi, anche se a tiraggio forzato furono raggiunti i 9.000 CV (6.700 kW) e i 19,75 nodi. La capacità di carbone era di 535 tonnellate. L'autonomia massima era pari a  8.000 miglia nautiche a 10 nodi.
Entrato in servizio nel 1892, partecipò alla grandi manovra navali del 1893 al comando del captain Walter Somerville Goodridge, e a quelle del 1897 al comando del captain George Henry Cherry. Alla fine del 1899 venne sottoposta a lavori di raddobbo e, una volta completati, all'inizio di febbraio 1900, fu assegnata alla divisione A della riserva della flotta a Devonport.[2] Nel 1901 prese parte alla grandi manovra della flotta al comando del captain Edmond John Warre Slade.
Tra il 10 giugno 1903 e il 24 agosto 1905 fu al comando del comandante Algernon Walker-Heneage-Vivian.
Dal 1907 fu passegnata al servizio portuale. Nel 1921 entrò a far parte della scuola siluristi della Royal Navy a Devonport, la HMS Defiance, che aveva sede su vecchie navi obsolete e prese il nome dalla prima nave che aveva ospitato la scuola. Lo Spartan fu rinominato Defiance II nell'agosto 1921. Fu venduta per la demolizione il 26 giugno 1931.

### Fonti
1. 1 2 3 4 5 6 7 8 9 10 11 12 13  Chesneau, Kolesnik 1979, p. 76.
2. 1 2 3  Dreadnought Project.
3. 1 2 3  Gardiner, Gray 1985, p. 15.